# Championnats du monde de vélo trial 2021
Navigation
2019 2022
Les championnats du monde de vélo trial 2021 sont organisés par l'Union cycliste internationale (UCI) pour décerner les titres mondiaux de VTT trial. Ils ont lieu à Vic, en Espagne, du 1er au 5 septembre 2021.

## Podiums
| Épreuves                  | Or                                                                      | Argent                                                                            | Bronze                                                             |
| ------------------------- | ----------------------------------------------------------------------- | --------------------------------------------------------------------------------- | ------------------------------------------------------------------ |
| Hommes 20 pouces          | Borja Conejos                                                           | Eloi Palau                                                                        | Alejandro Montalvo                                                 |
| Hommes 26 pouces          | Jack Carthy                                                             | Julen Saenz                                                                       | Vincent Hermance                                                   |
| Femmes                    | Vera Barón                                                              | Nina Reichenbach                                                                  | Manon Basseville                                                   |
| Hommes, juniors 20 pouces | Martí Riera                                                             | Loris Gonzalez                                                                    | Nil Benítez                                                        |
| Hommes, juniors 26 pouces | Daniel Cegarra                                                          | Tomas Veprek                                                                      | Vojtech Kalas                                                      |
| Par équipes               | Espagne Borja Conejos Julen Saenz Vera Barón Martí Riera Daniel Cegarra | France Nicolas Vallée Louis Grillon Manon Basseville Charles Chibaudel Thomas Jeu | Allemagne Dominik Oswald Oliver Widmann Nina Reichenbach Jan Welte |

## Tableau des médailles
| Rang | Nation          | Or | Argent | Bronze | Total |
| ---- | --------------- | -- | ------ | ------ | ----- |
| 1    | Espagne         | 5  | 2      | 2      | 9     |
| 2    | Grande-Bretagne | 1  | 0      | 0      | 1     |
| 3    | France          | 0  | 1      | 2      | 3     |
| 4    | Allemagne       | 0  | 1      | 1      | 2     |
| 4    | Tchéquie        | 0  | 1      | 1      | 2     |
| 6    | Suisse          | 0  | 1      | 0      | 1     |
|      | TOTAL           | 6  | 6      | 6      | 18    |